# 贝尔蒙 (伊泽尔省)
贝尔蒙（法語：Belmont，法語發音：[bɛlmɔ̃] ⓘ）是法国伊泽尔省的一个市镇，属于拉图尔迪潘区。

## 地理
贝尔蒙（45°28'25"N, 5°21'49"E）面积6.51 平方千米，位于法国奥弗涅-罗讷-阿尔卑斯大区伊泽尔省，该省份为法国东南部内陆省份，北起顺时针与安省、萨瓦省、上阿尔卑斯省、德龙省、阿尔代什省、卢瓦尔省和罗讷省。
与贝尔蒙接壤的市镇（或旧市镇、城区）包括：比奥勒、比佐讷、埃克洛斯-巴迪尼耶尔、弗拉谢尔、蒙特勒韦、圣迪迪耶德比佐讷。
贝尔蒙的时区为UTC+01:00、UTC+02:00（夏令时）。

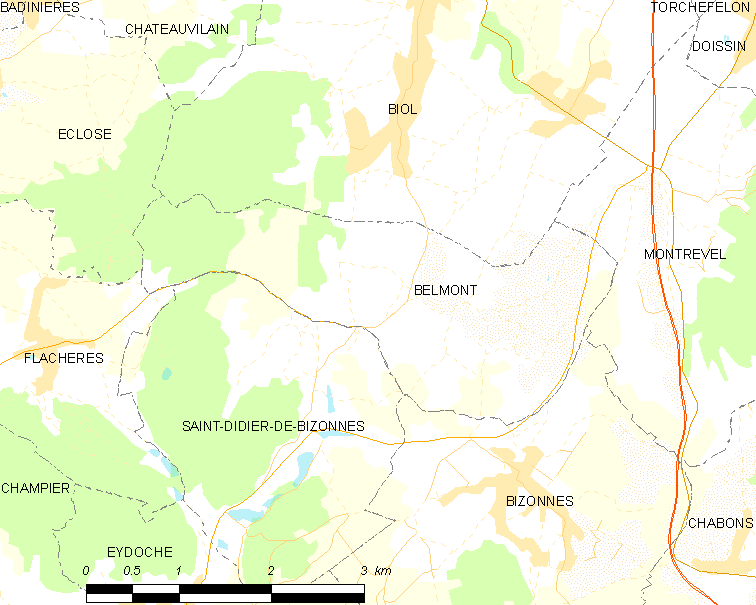
贝尔蒙的OSM定位图

## 行政
贝尔蒙的邮政编码为38690，INSEE市镇编码为38038。

## 政治
贝尔蒙所属的省级选区为大朗斯县。

## 人口

1962-2008年间贝尔蒙人口变化图示

贝尔蒙于2022年1月1日时的人口数量为624人。